# Eugenio Barba
Eugenio Barba (Brindisi, 29 de octubre de 1936) es un autor, director de escena, director de teatro e investigador teatral italiano. Es el creador, junto con Nicola Savarese y Ferdinando Taviani, del concepto de antropología teatral.
Aunque nació en Italia, ha ejercido prácticamente toda su carrera en Dinamarca y otros países nórdicos. En octubre de 1964 fundó en la ciudad de Holstebro (Dinamarca) el Odin Teatret, una de las compañías más influyentes en la evolución del teatro europeo de finales del siglo XX. Generador, a partir de sus viajes por Latinoamérica, del concepto de Tercer Teatro. También fue fundador en 1979 del ISTA (International School of Theatre Anthropology, en castellano "Escuela Internacional de Antropología Teatral"), una escuela itinerante que realiza sesiones periódicas a petición de instituciones nacionales o internacionales que se encargan de la financiación. Cada sesión gira en torno a un tema distinto que define el campo que se ha de investigar mediante clases prácticas, sesiones de trabajo y análisis comparativos. En cada sesión interviene un número determinado de actores, directores, coreógrafos, teatrólogos y críticos, y se recurre, en función del tema escogido, a representantes de cualquier forma de teatro, danza y expresión corporal tan distantes entre sí como teatro Nō, danzas kathakali de la India, pantomima clásica europea u ópera china. Algo muy importante de Eugenio Barba es la mirada y la relación con los elementos.
En 1990, ISTA desarrolló una nueva actividad en colaboración con la Universidad de Bolonia, The University of Eurasian Theatre (Universidad del Teatro Euroasiático). Dirigida a un espectro más amplio de personas, desde profesionales teatrales principiantes a espectadores de teatro pasando por investigadores, sus sesiones se han desarrollado de momento solo en ciudades italianas, y consisten en conferencias y encuentros de carácter teórico-práctico.
En 2002, la Universidad de Aarhus y el Odin Teatret decidieron crear el Centre for Theatre Laboratory Studies (CTLS), con sede en el Odin Teatret. Se trata de un centro de investigación teatral, resultado de 30 años de investigaciones conjuntas (desde 1966) entre el departamento de dramaturgia de la Universidad Aarhus y el Nordisk Teaterlaboratorium, organismo que engloba el Odin Teatret y todas sus actividades paralelas. En 2017 participó del documental El arte de lo imposible dirigido por Elsa Kvamme, el cual narra la historia del Odin Teatret desde sus inicios y a lo largo de sus 50 años de existencia.
Eugenio Barba es una personalidad destacada del teatro contemporáneo; alumno y amigo de Jerzy Grotowski, es considerado, junto con Peter Brook, como uno de los últimos grandes maestros vivos del teatro occidental.
Entre las obras más famosas de Barba se encuentra "La Canoa de Papel. Tratado de Antropología Teatral"en dicho texto el autor nos lleva a viajar por su experiencia personal hacia la creación de esta novedosa forma de hacer teatro (La Antropología Teatral) es, de cierta manera, el fundamento de su obra. Es a través de ella que podemos conocer la definición básica y composición de la técnica del maestro Barba, la composición cultural de las formas de hacer teatro; fundamentado en los diferentes principios de acción en la vida cotidiana (como el peso, el equilibrio) para convertir la escena en un escenario lógico para el espectador, es pues una base pre-expresiva que organiza al teatro y dota del sentido la escena. 
Ha impartido diversos talleres de teatro alrededor del mundo, por ejemplo en países como México y Venezuela. 
Desde 1998, ha sido nombrado doctor honoris causa por 9 universidades de diversos países del mundo, como la Universidad Nacional de las Artes (Argentina, 2008), La Habana, Hong Kong, Varsovia, Plymouth o Bolonia.

### Algunos principios de su técnica:[6][7][8]

#### 1. Utilización del equilibrio.
El cuerpo en escena mantiene un equilibrio distinto al de la vida cotidiana, siendo este, inestable. Se rechaza el equilibrio por el cual se procura poco gasto de energía. La energía que generamos intentando mantenernos erguidos, convierte al cuerpo en un ente vivo y escénicamente eficaz. Es por ello, de nivel pre-expresivo, pues el cuerpo a consecuencia de un equilibrio débil, adquiere una presencia interesante, antes de expresar nada concreto.

#### 2. Oposición.
En las técnicas orientales, la construcción de la presencia escénica se fundamenta en el principio de oposición, el uso de fuerzas contrapuestas que crean un contraste en el cuerpo en acción. Todo movimiento debe comenzar en la dirección opuesta a la que nos vamos a dirigir, así, la acción se amplifica. Podemos verlo en técnicas como la biomecánica, el mimo corporal o el Kabuki. 

#### 3. Incoherencia coherente.
En todos los principios se asumen una serie de códigos que vuelven difíciles acciones sencillas. Esta incoherencia hace que la presencia del actor resulte atrayente para el espectador. La incoherencia es parte de un entramado de códigos que la tradición ha ido elaborando, y que han sobrevivido gracias a su eficacia. Hay que entrenarse durante mucho tiempo para que adquirir coherencia y que la artificialidad se vuelva escénicamente creíble.

#### 4. Principio de la omisión y la absorción.
Las técnicas extracotidianas del cuerpo son consecuencia de simplificaciones, pues la cantidad de elementos (mayormente involuntarios) de la vida cotidiana, se reducen en el momento de la representación. El comportamiento escénico, nos obliga a eliminar algunos movimientos y a añadir otros. El principio de omisión es bastante evidente en elementos como vestuario o utilería, adquiriendo el cuerpo una dimensión que marca la presencia de estos elementos sin que estén presentes. El principio de absorción, está relacionado con las dimensiones del movimiento en el espacio; este se reduce, manteniendo la calidad y energía de la dimensión original. Así, el actor es capaz de transmitir incluso con la inmovilidad.

#### 5. Equivalencia.
“Sobre la escena la acción debe ser real, pero no importa que sea realista". Hemos de crear equivalencias escénicas con situaciones cotidianas para que sean eficaces. Para ello, han de sufrir una variación en su naturaleza, entrando así en el terreno de la teatralidad. En cada tradición, se crea siguiendo los códigos de la misma, por eso, una misma acción puede ejecutarse de maneras diferentes.

#### 6. Temperaturas de energía.
En situación de representación, necesitamos más energía que en la vida cotidiana, pero no hemos de pensar en la energía en cantidad sino en cualidad, susceptible de transformarse. En este sentido, encontramos dos polos de energía principales: la energía fuerte y vigorosa, y la suave y delicada. Lo interesante de este planteamiento, es que nos deja a relucir la gama intermedia que puede explorarse. Además de modelarse la forma interior, también operamos sobre un nivel interno, pues modelamos el pensamiento. Estas conocidas como “temperaturas de energía”, son maneras de modular la expresión originadas en la imaginación, por lo que aplicadas al movimiento se introducen en la esfera psicológica, convirtiéndose en gestos psicológicos, a la manera de Michael Chéjov. 

## Espectáculos
Eugenio Barba ha dirigido 65 espectáculos con el Odin Teatret y el grupo Theatrum Mundi Ensemble. Algunos de los espectáculos necesitaron más de dos años de preparación. Cabe resaltar Ferai (1969), Min Fars Hus (La casa de mi padre) (1972), Le Ceneri dei Brecht (Cenizas de Brecht) (1980), Oxyrhincus (El evangelho según Oxyrhincus) (1985), Talabot (1988), Itsi Bitsi (1991), Kaosmos (1993)y Mythos (1998). Algunos de los montajes más recientes son Sale (Sal) (2002), Grandi Città sotto la Luna (Las grandes ciudades bajo la Luna) (2003), Il Sogno di Andersen (El sueño de Andersen)(2005), Ur-Hamlet (2006), Don Giovanni all'Inferno (Don Juan en los infiernos) (2006) y La vitta cronica (La vida crónica) (2010).